# Guanditempel van Nantou
De Guanditempel van Nantou is een taoïstische tempel in Nantou, Shenzhen die gewijd is aan de Chinese god Guandi. De tempel bestaat sinds 1612 en ligt vlak buiten de zuiderpoort van Xin'angucheng. Het gebouw bestaat uit drie delen: een voorhal, midden hal en achterhal. Tijdens de Chinese Republiek deed de tempel ook dienst als vergaderruimte van het regionale bestuur van Xin'an. In 1997 werd de tempel grondig gerestaureerd.
De tempel bevat ook een tuin. In deze tuin staan beelden die het leven van Guandi beschrijven.